# 南海10000系電車
南海10000系電車（なんかい10000けいでんしゃ）は、南海電気鉄道が1985年（昭和60年）から1992年（平成4年）にかけて製造した特急形電車である。

## 概要
南海本線・和歌山港線で運行されていた特急「四国号」の後継となる、特急「サザン」の運行開始に合わせて、専用車として製造された。
1985年（昭和60年）から1989年（平成元年）にかけて2両編成×10本が製造されたが、その後中間車8両の増備と先頭車6両の中間車化改造が実施され、1992年（平成4年）に4両編成×7本へと組み替えられた。

### 登場の経緯
特急「四国号」に充当されていた1000系（初代）は1973年（昭和48年）の昇圧時、7000系・7100系に準じた機器類に更新されていたものの、1980年代に入ると車体については製造から25年前後経過し老朽化が進んでいた。また、接客設備も陳腐化した転換クロスシート（一部はロングシート）で、同じ座席指定制の特急「こうや号」に全席リクライニングシートの30000系が新造されると、大きく見劣りするようになった。さらに、自由席車においても2扉の車体や座席配置が災いし、混雑時の乗降に手間取るようになっていた。
このため「四国号」に代わる新しいビジネス特急の座席指定専用車として、同列車の自由席車を担う7000系・7100系との併結を前提に、サービスレベルを30000系と同等にするべく設計されたのが本系列である。

## 構造

### 車体

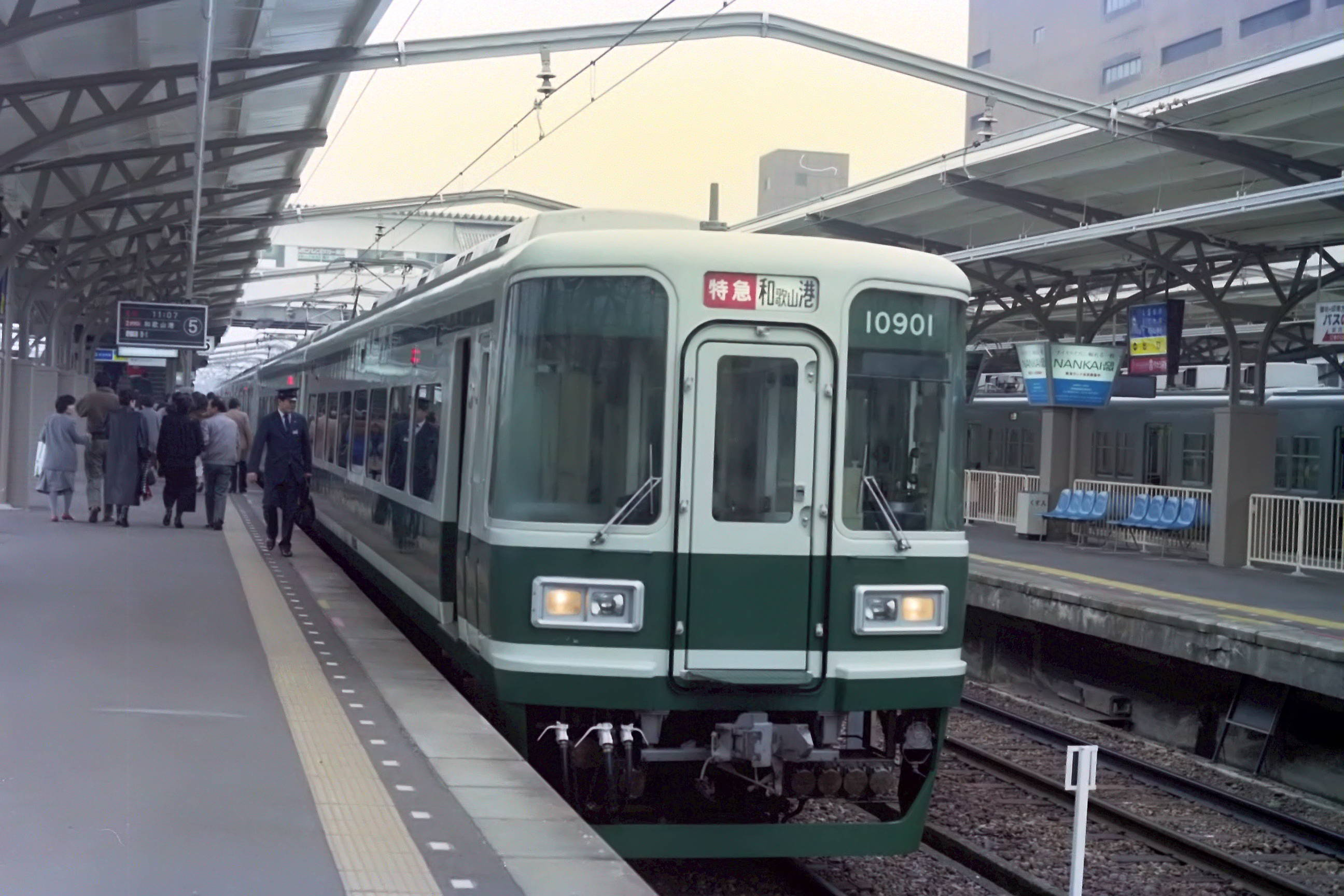
旧塗装

普通鋼製の20 m車体である。7000系・7100系と、あるいは10000系同士の併結運転を行うため、前面は貫通型で、前面窓には大型曲面ガラスを使用している。
側窓は、初期の車両（1 - 3次車）では30000系に準じた独立タイプの固定窓、1992年（平成4年）製の中間車（4次車）では11000系と同様の大型連続窓となっている。表示装置は、1 - 3次車では方向幕を側面中央に配置、号車表示器は磁気反転式（マグサイン）のものを出入口付近に別途設置しているが、4次車は列車種別と行先を個別表示として、搭載位置も出入口付近に変更した。このため号車表示器は列車種別表示器に機能を集約され、「サザン」の表示内に号車番号を併記している。
出入口はいずれも折り戸式で、先頭車は運転台後方と連結面側車端部の2か所、中間車は先頭車側車端部の1か所のみである。中間車化改造された車両は運転台とともに出入口1か所が撤去されている。
車体塗装は当初オーシャングリーン■にダークグリーン■の帯で、30000系の色違いといえるものであった。また、車号標記も30000系を踏襲したゴシック体となり、南海線用車両では初めてとなった。
関西国際空港開港を控えての新CI戦略に伴い、1992年（平成4年）の中間車新造にあわせてカラーデザインが変更され、メタリックシルバー■塗装にブルー■とオレンジ■の帯を配したものとなった。なお、通勤車（自由席車）はグレー塗装である。

### 車内設備
客室照明は南海伝統の光天井と読書灯の組み合わせとなっている。座席は全席フリーストップ式（任意の角度で固定可能）回転リクライニングシートで、新たに自動回転機能を設け、折り返し作業の容易化と時間短縮を図っている。1 - 3次車はシートピッチ980 mmで、座席にカップホルダを備える。また、側窓下の壁には100系新幹線同様に布地が張られ、小型のテーブルを備える。
4次車はシートピッチ1,030 mmで、センターアームレスト（中ひじ掛け）やインアームテーブル（ひじ掛け内蔵テーブル）のほか、跳ね上げ式のフットレストを備える。天井はスリットが入った半間接照明となり、仕切り壁上部にはLED式車内案内表示器が設けられた。これらは同年11月にデビューした高野線用通勤特急車11000系と同仕様である。なおLED式車内案内表示器は、4両編成化の際に従来車（中間車化改造車含む）にも取り付けられた。
当初はデッキ付きの特急車では珍しくトイレ・洗面所を備えていなかったが、4両編成化の際にトイレ（洋式男女共用・男子用・女子用)と洗面所をサハ10801形に設置した。またモハ10101形には自動販売機を有するサービスコーナーと、客室には車椅子スペースも整備された。かつては朝ラッシュ時のみ車内販売が行われていた。
乗務員室内の車内放送装置には編成別放送機能があり、マイク端子箱上の放送切り替えレバーにより、座席指定車向け・自由席車向けの放送をそれぞれ行うことができる。
2014年（平成26年）以降には、天井照明と読書灯を昼白色LED照明に交換し、サービスレベルの向上が図られている。

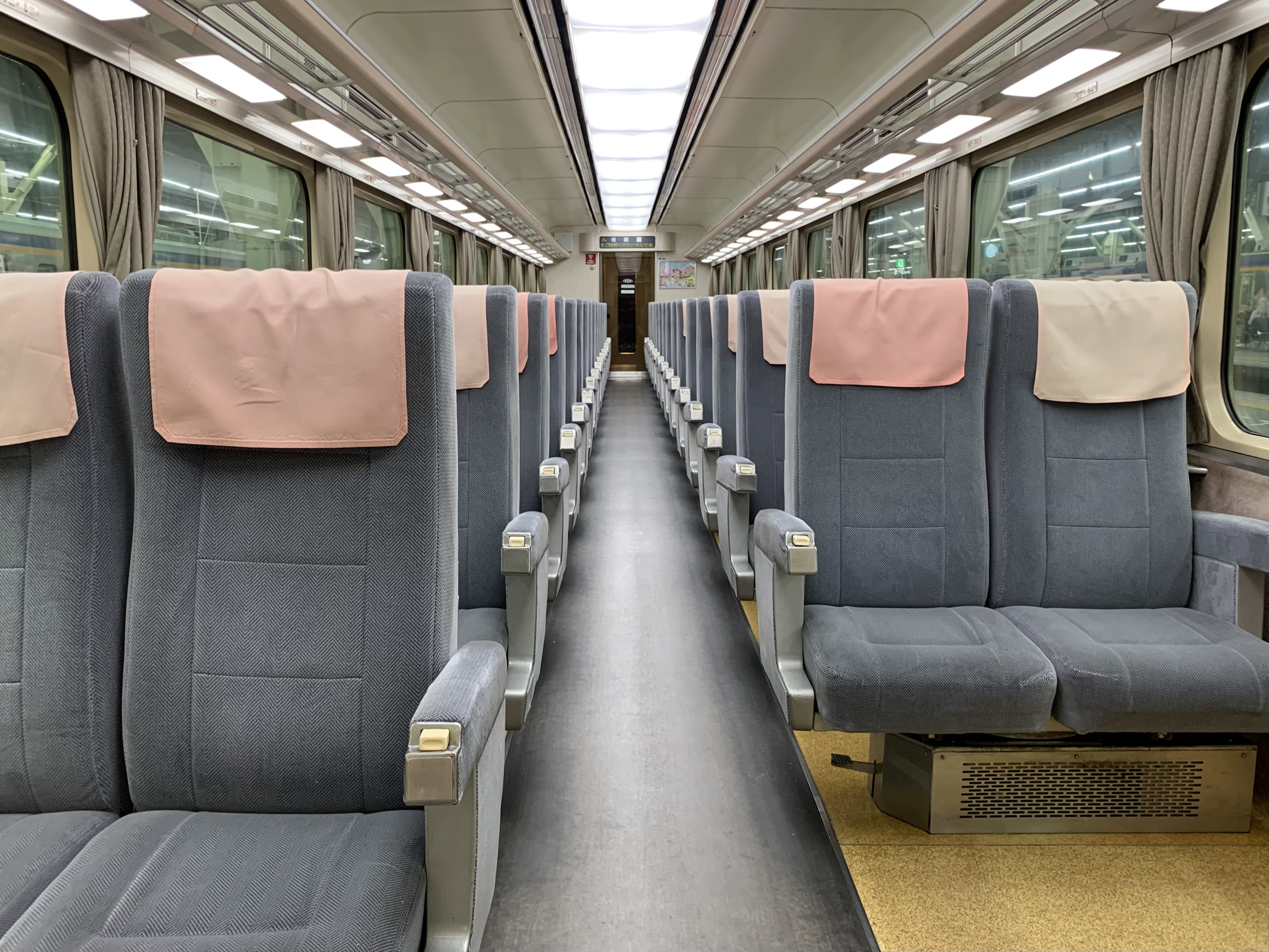
1 - 3次車の車内
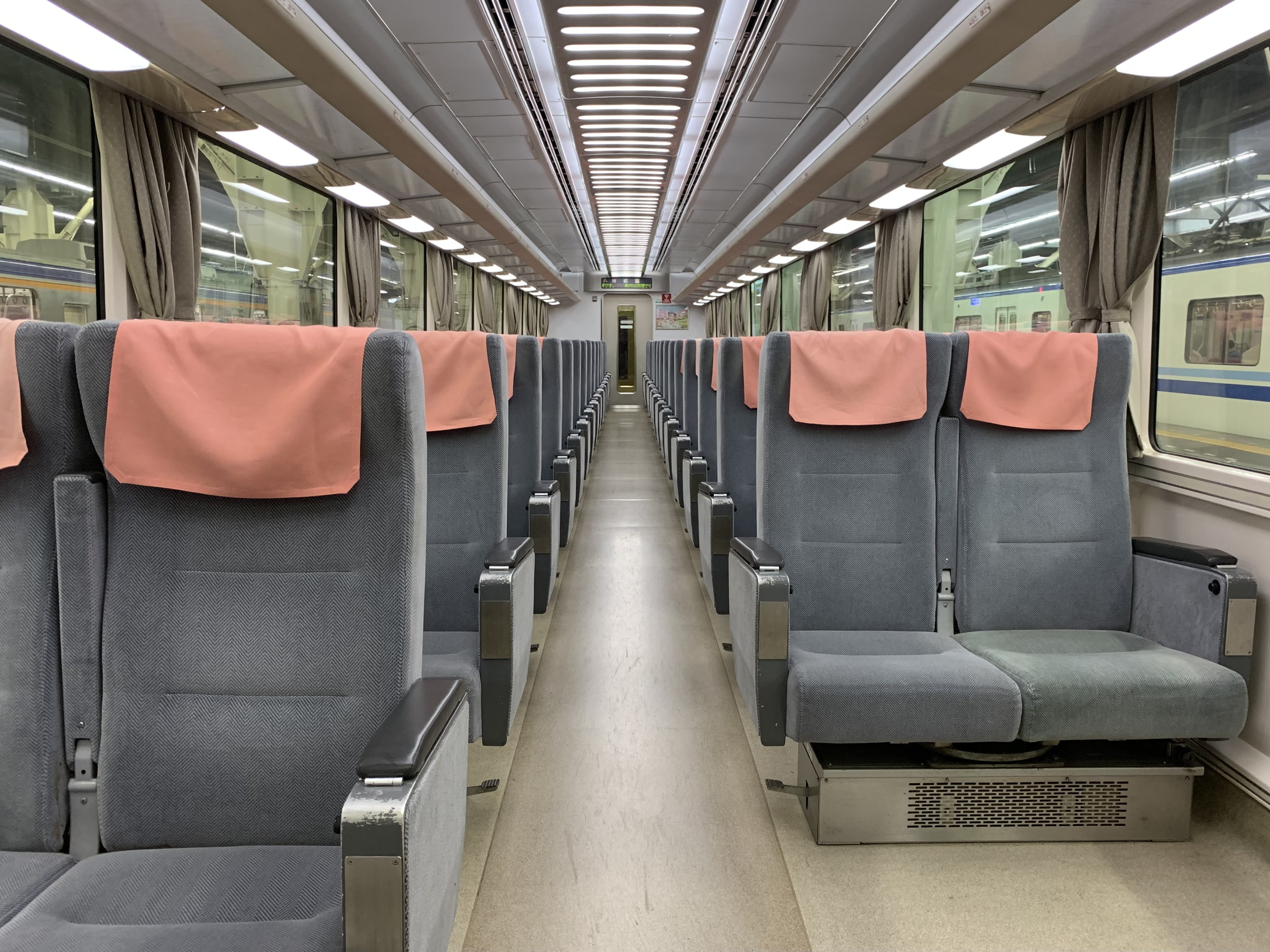
4次車の車内
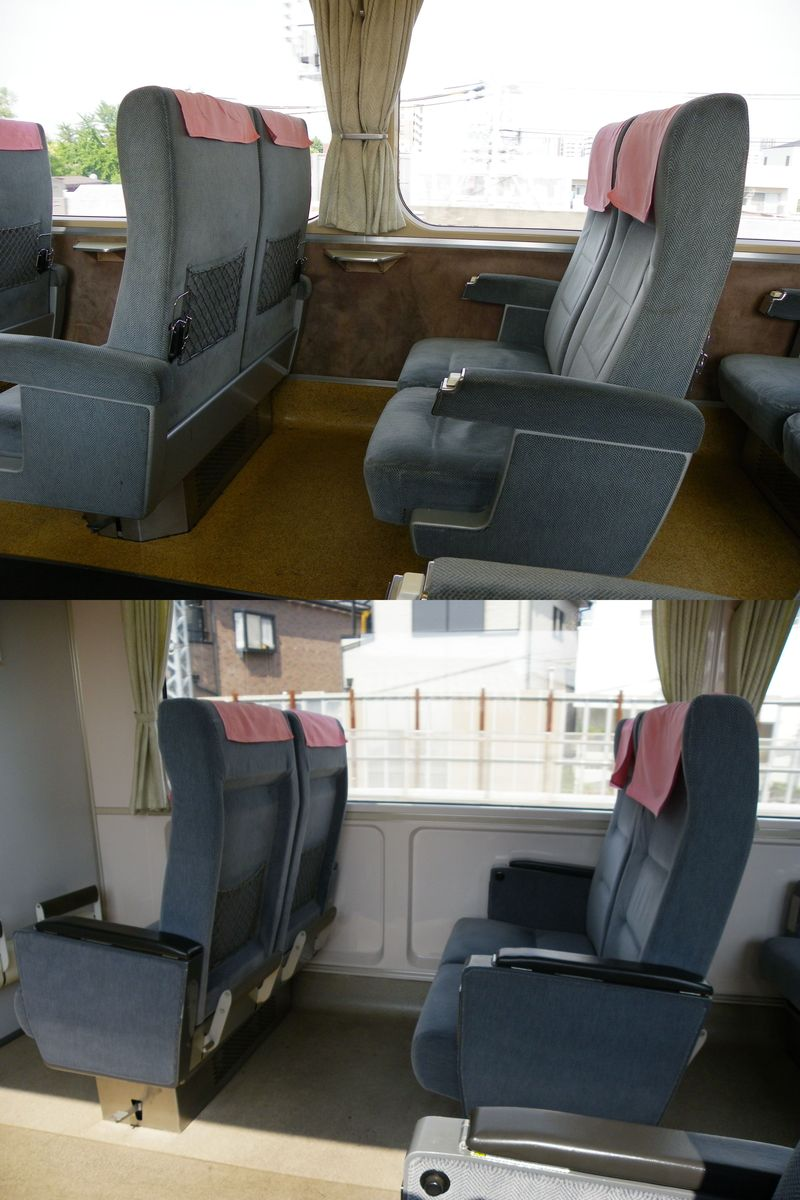
座席の違い （上が1 - 3次車、下が4次車）

### 主要機器
3次車までは、主電動機・制御装置・ブレーキ装置等の機器類を1000系 (初代) から流用している。このため制御方式は超多段式バーニア抵抗制御、ブレーキ方式は電磁直通ブレーキで、同等のシステムや連結器を有する7000系・7100系との併結運転が可能である。
台車については1000系から流用せず、S形ミンデン台車の FS-528形（電動台車）・FS-028形（付随台車）を新製している。また歯車比は将来、最高速度を120 km/hへ引き上げる場合を考慮して、85：16（5.31）から83：18（4.61）に変更している。
4次車は、1 - 3次車と混用するため制御方式やブレーキ方式に変更はないが、搭載する機器類については新造品に切り替えている。補助電源装置を電動発電機（MG）からGTOコンバータ／トランジスタインバータに変更しメンテナンスフリー化を図っているほか、制御装置もマイナーチェンジを行った新規設計品を採用している。

## 組成変更
当初は難波方が制御電動車のモハ10001形、和歌山市方が制御車のクハ10901形の2両固定編成であったが、1992年（平成4年）に付随車のサハ10801形と電動車のモハ10101形を組み込み、難波方からモハ10001形（4号車）- サハ10801形（3号車）- モハ10101形（2号車）- クハ10901形（1号車）の4両固定編成となった。
サハ10801形・モハ10101形には新製車と、クハ10901形・モハ10001形からの改造車の2種類があり、それぞれ10007F - 10010F、10004F - 10006Fの中間車となった。10001F - 10003Fは中間車化改造により組成が抹消されているため、サハ10801 - 10803・モハ10101 - 10103は欠番となっている。

## 車体装飾・復刻塗装
- 2002年（平成14年）11月17日：マクドナルドのマスコットキャラクター「ドナルド・マクドナルド」がみさき公園駅まで特急「サザン」座席指定車に添乗しみさき公園をツアーするイベントが開催され、これに合わせて10007Fの和歌山市方先頭車（10907）の前面と側面にマクドナルドのロゴ、側面に「マクドナルドのドナルドトレイン!」と印字されたシートが貼り付けられた[8]。
- 2014年（平成26年）10月5日 - 2015年（平成27年）1月7日：みさき公園におけるイベント「スーパー戦隊フェスティバルin みさき公園」の開催記念として、10004Fの和歌山市方先頭車（10904）に「烈車戦隊トッキュウジャー」をデザインしたラッピングが施された[9][10]。
- 2015年（平成27年）4月29日 - 6月28日：10009Fに「妖怪ウォッチ」のキャラクターをデザインしたラッピングが施され、まで運行された[11]。座席ヘッドカバーを特別デザインに変更するなど、内装にも反映されていた。
- 2015年（平成27年）6月 - 2016年（平成28年）3月：南海電鉄が創業130周年を迎えるとともに、7000系が同年9月末までに運行を終了することを記念して、10004Fが製造当時のオーシャングリーンにダークグリーンの帯の旧塗装に変更された。同じく緑のツートンカラーの旧塗装に変更された7000系と連結して、創業130周年記念のヘッドマークを掲出した「なつかしの緑色」の特急サザンとして運用された[12]。
- 2019年（令和元年）12月23日 - 2022年（令和4年）5月31日：同年（平成31年）1月に「和歌山市ふるさと観光大使」に就任したロックミュージシャンHYDEとのコラボレーション企画として、HYDEが外観デザインをプロデュースした「HYDE サザン」が同年12月23日より運行を開始した[13][14]。デザインは自身のコンサート「HYDE ACOUSTIC CONCERT 2019 黑ミサ BIRTHDAY -WAKAYAMA-」のイメージと、和歌山市の観光名所である友ヶ島要塞・砲台跡の意匠を調和させたもので、ラッピングは10004Fに施工された。当初の運行期間は2020年（令和2年）10月までを予定していたが、好評により2度延長され2022年（令和4年）5月31日まで運行された[15]。
- 2025年（令和7年）6月 - 当面の間（予定）：南海電鉄創業140周年を記念し、10004Fが10年ぶりに復元塗装で運行される。期間は後述する「サザン」向けの新型車両が導入される頃までを予定している[16][17]。

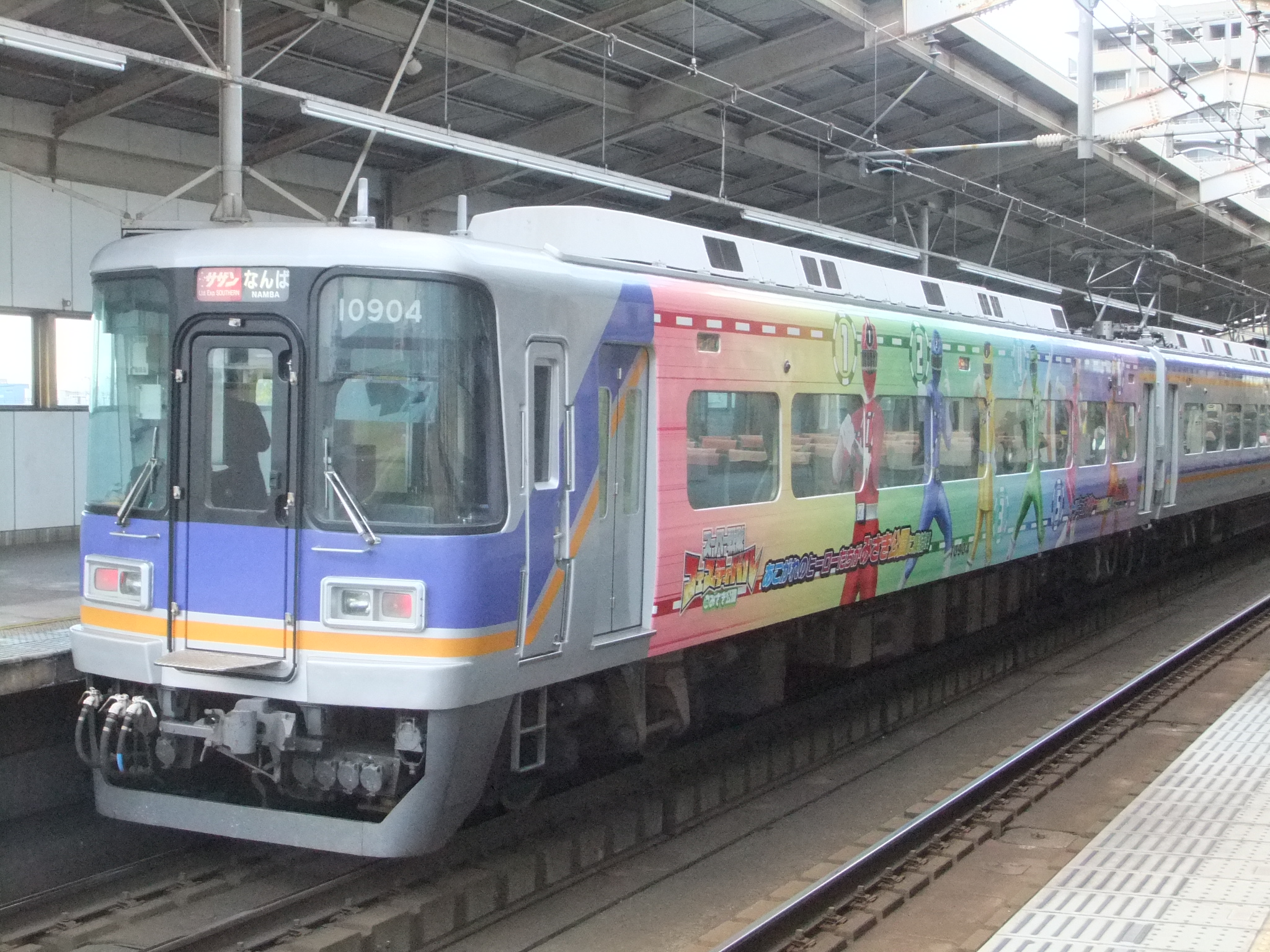
「烈車戦隊トッキュウジャー」ラッピング （2014年12月13日 天下茶屋駅）
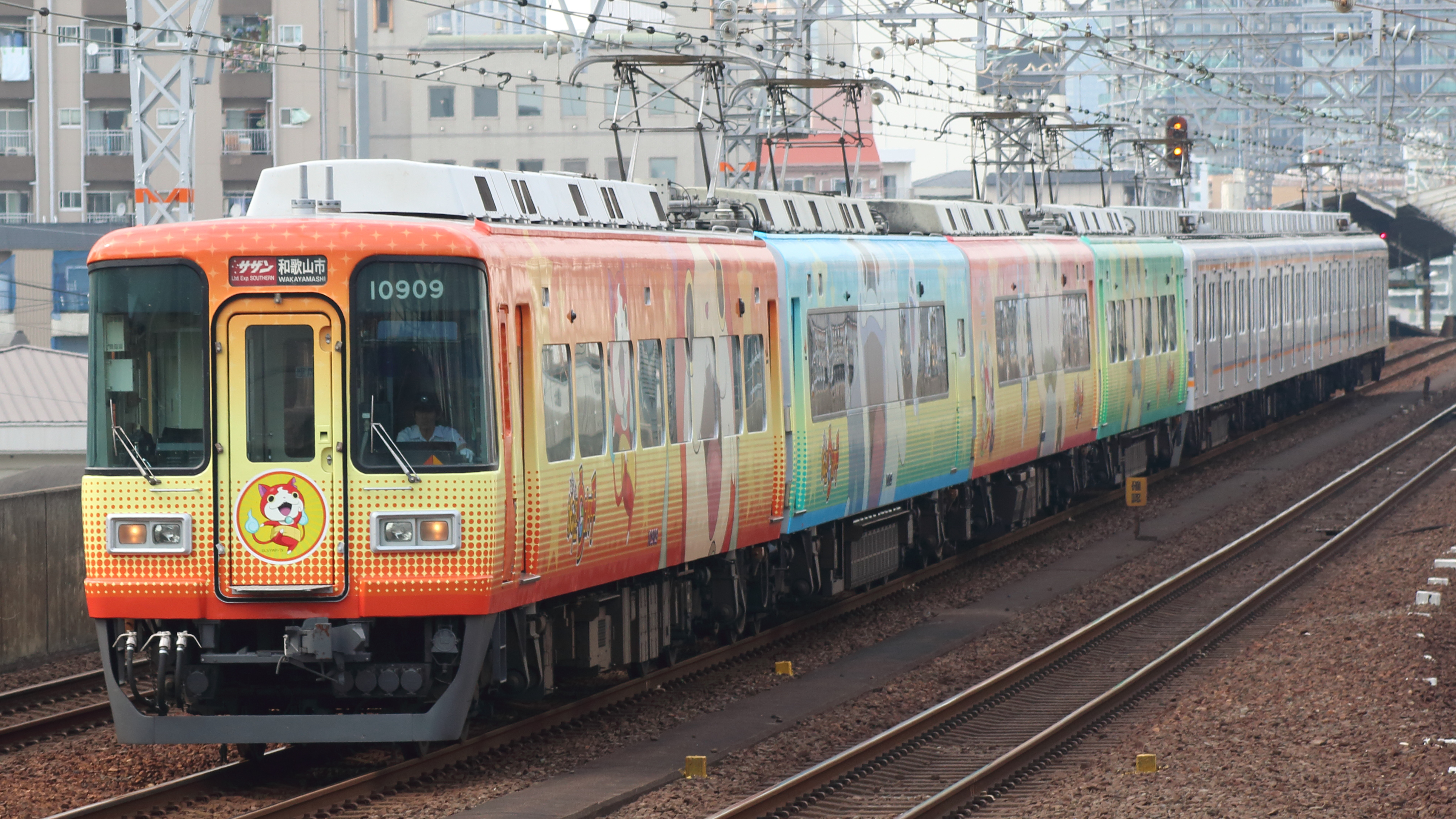
「妖怪ウォッチ」ラッピング （2015年6月24日 萩ノ茶屋駅）
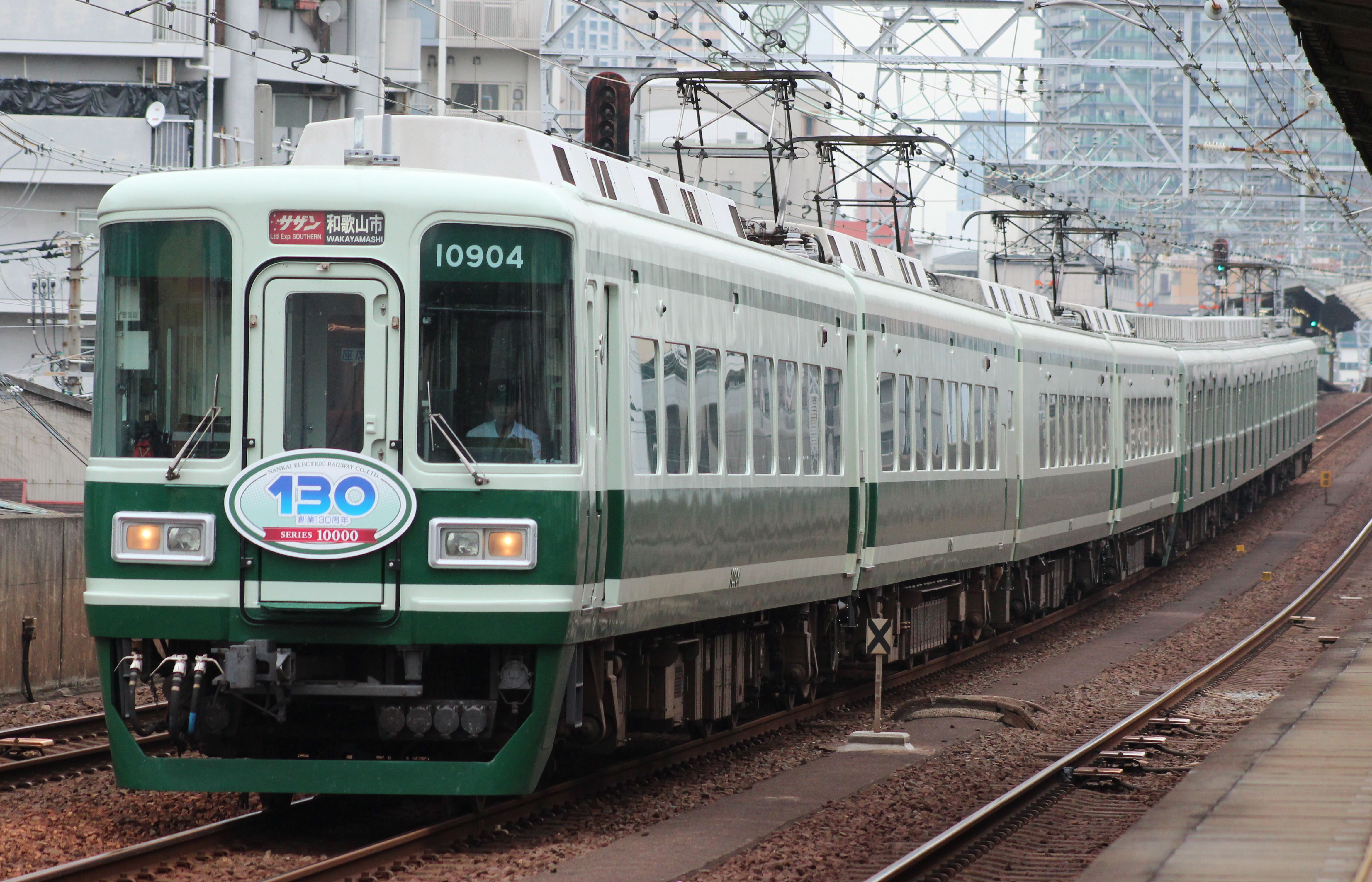
創業130周年と7000系の運行終了を記念して、旧塗装に復元された編成 （2015年7月4日 萩ノ茶屋駅）
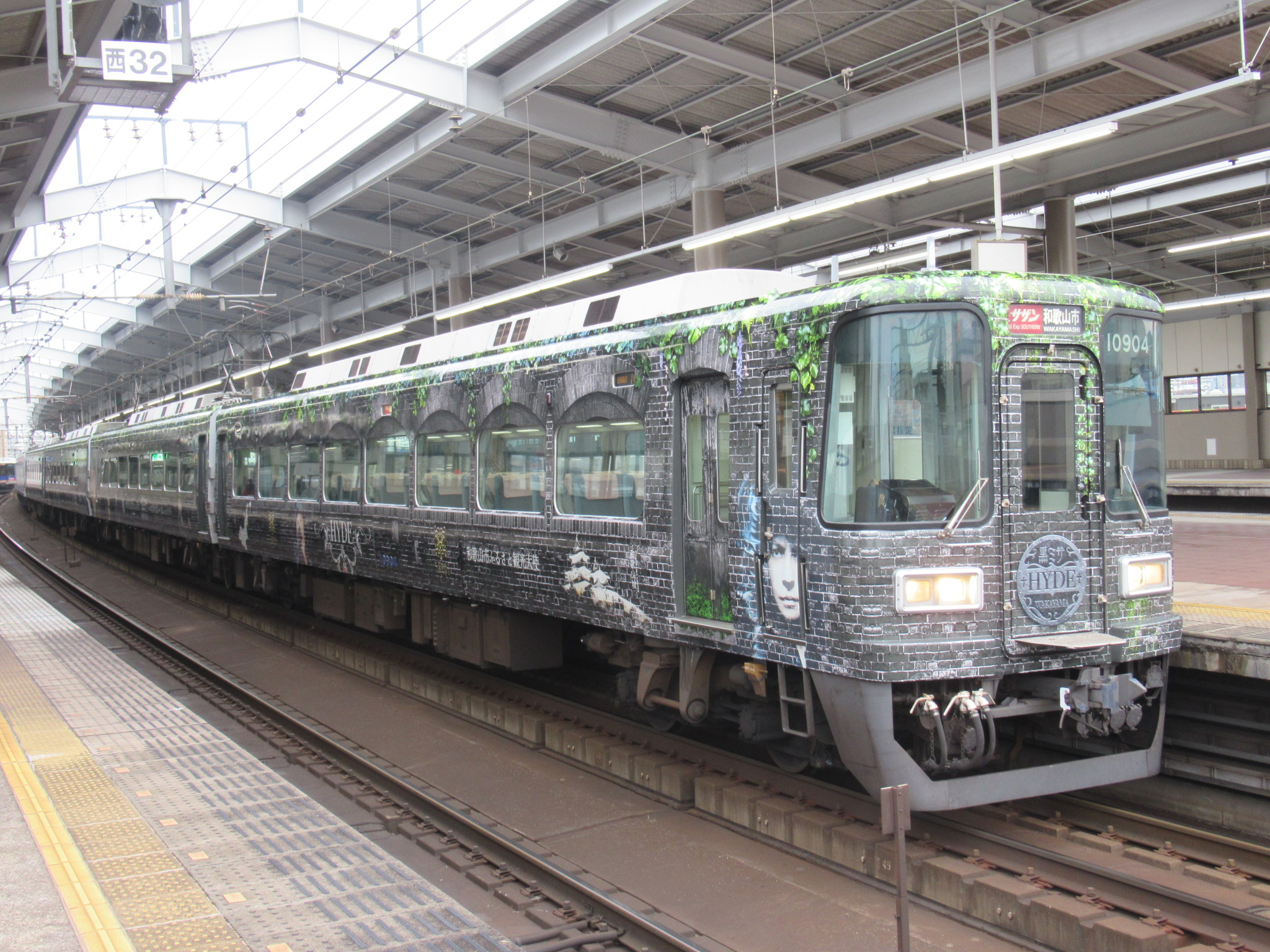
HYDEサザン （2019年12月29日 天下茶屋駅）

## 運用

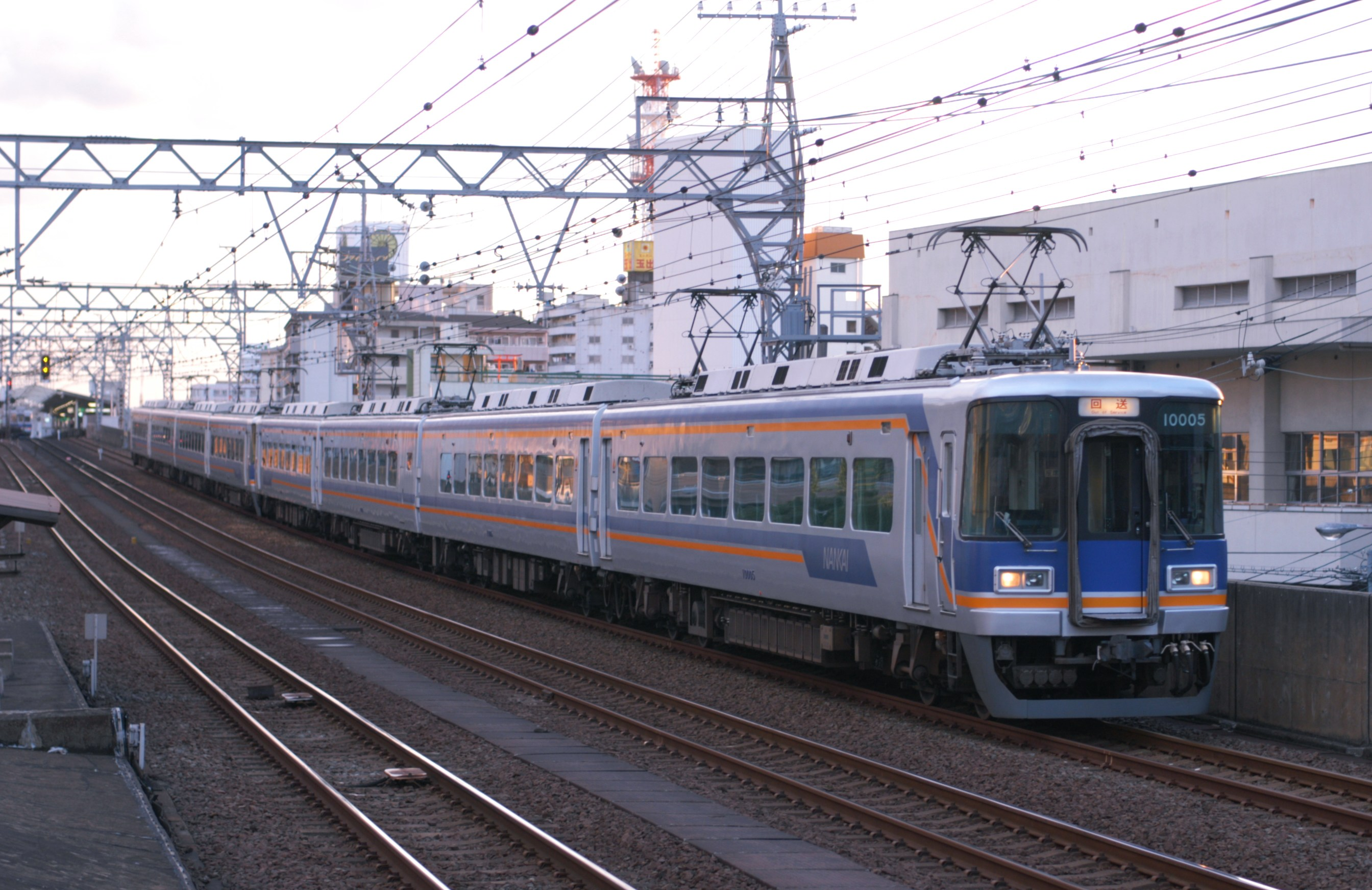
10000系同士で併結した8連
（2005年10月22日 今宮戎駅

南海本線・和歌山港線で運行されている特急「サザン」の座席指定車として和歌山市方に連結され、自由席車の7100系4両と併結して運転されている。2015年（平成27年）9月までは7000系も自由席車として併結していた。
2009年（平成21年）10月4日のダイヤ改正で「サザン」が一部座席指定に統一されるまでは、本系列同士を併結した全車両座席指定の列車（4・6・8両編成）も運転されていた。また、10001F - 10003Fの中間車化改造の期間中には、10007Fが暫定的に4次車ユニットを2組4両連結した6両固定編成を組んでいた。
2002年（平成14年）4月28日には、10006Fが廃止直前の水軒駅まで乗り入れた。また10005Fの引退イベントでは、先頭車のみの2両編成で加太線に初めて入線した。通常、高野線に入線することはないが、千代田工場への入出場時や、鉄道の日を記念して千代田工場で開催される「南海電車まつり」への臨時直通列車として運用される場合に限り高野線を走行する。

## 置き換え
本系列は2011年（平成23年）時点で製造から20 - 25年が経過していたが、車体更新は行われておらず、走行機器も旧1000系の流用品であり老朽化が進んでいたことから、一部の車両が新型車両12000系に置き換えられることとなった。
2012年（平成24年）12月25日付で10006Fが廃車・解体された。また2013年（平成25年）4月には10005Fの引退が発表され、同年5月7日付で廃車・解体された。
2027年（令和9年）度以降、「サザン」に新型車両を導入し、本形式を順次置き換える予定であることが公表された。

## 編成表

### 2両編成時代
| ← 難波和歌山港 → | ← 難波和歌山港 →    | ← 難波和歌山港 →  | ← 難波和歌山港 → | ← 難波和歌山港 →    |
| ---------------- | ------------------- | ----------------- | ---------------- | ------------------- |
| 形式             | ◇ モハ 10001 （Mc） | クハ 10901 （Tc） | 竣工             | 備考                |
| 搭載機器         | CONT CP             | MG                | 竣工             | 備考                |
| 車両番号         | 10001               | 10901             | 1985/10/01       | 1992年 中間車化改造 |
| 車両番号         | 10002               | 10902             | 1985/10/01       | 1992年 中間車化改造 |
| 車両番号         | 10003               | 10903             | 1985/10/01       | 1992年 中間車化改造 |
| 車両番号         | 10004               | 10904             | 1985/10/01       |                     |
| 車両番号         | 10005               | 10905             | 1985/10/21       |                     |
| 車両番号         | 10006               | 10906             | 1987/03/10       |                     |
| 車両番号         | 10007               | 10907             | 1987/03/10       |                     |
| 車両番号         | 10008               | 10908             | 1989/01/30       |                     |
| 車両番号         | 10009               | 10909             | 1989/01/30       |                     |
| 車両番号         | 10010               | 10910             | 1989/01/30       |                     |

### 4両編成化後
| ← 難波和歌山港 →    | ← 難波和歌山港 →    | ← 難波和歌山港 → | ← 難波和歌山港 →                | ← 難波和歌山港 →  | ← 難波和歌山港 → | ← 難波和歌山港 → | ← 難波和歌山港 → |
| ------------------- | ------------------- | ---------------- | ------------------------------- | ----------------- | ---------------- | ---------------- | ---------------- |
| 形式                | ◇ モハ 10001 （Mc） | サハ 10801 （T） | ◇ モハ 10101 （M）              | クハ 10901 （Tc） | 中間車改造       | 廃車             | 備考             |
| 搭載機器            | CONT CP             | MG               | CONT CP                         | MG                | 中間車改造       | 廃車             | 備考             |
| 定員                | 64                  | 64               | 62                              | 64                | 中間車改造       | 廃車             | 備考             |
| 設備                |                     | トイレ 洗面所    | 車椅子スペース サービスコーナー |                   | 中間車改造       | 廃車             | 備考             |
| 車両番号 （旧車号） | 10004               | 10804 （10901）  | 10104 （10001）                 | 10904             | 1992/09/04       |                  |                  |
| 車両番号 （旧車号） | 10005               | 10805 （10902）  | 10105 （10002）                 | 10905             | 1992/07/03       | 2013/05/07       |                  |
| 車両番号 （旧車号） | 10006               | 10806 （10903）  | 10106 （10003）                 | 10906             | 1992/07/03       | 2012/12/25       |                  |
| 搭載機器            | CONT CP             | SIV              | CONT CP                         | MG                | 中間車竣工       | 廃車             | 備考             |
| 定員                | 64                  | 60               | 58                              | 64                | 中間車竣工       | 廃車             | 備考             |
| 車両番号            | 10007               | 10807            | 10107                           | 10907             | 1992/03/23       |                  |                  |
| 車両番号            | 10008               | 10808            | 10108                           | 10908             | 1992/03/23       |                  |                  |
| 車両番号            | 10009               | 10809            | 10109                           | 10909             | 1992/03/23       |                  |                  |
| 車両番号            | 10010               | 10810            | 10110                           | 10910             | 1992/03/23       |                  |                  |

凡例
- CONT：制御装置
- MG：電動発電機
- SIV：静止形インバータ
- CP：空気圧縮機

## 保存
2014年（平成26年）9月27日にみさき公園内でオープンした「わくわく電車らんど」にて、10005Fの和歌山市方先頭車（10905）のカットボディが保存されていたが、みさき公園は2020年（令和2年）3月31日に閉園、同施設も閉鎖され、その後カットボディは解体された。